# Paul Malisch
Waldemar Kurt Malisch, detto Paul (Gorzów Wielkopolski, 15 giugno 1881 – Berlino, 9 aprile 1970), è stato un nuotatore tedesco.

## Palmarès

### Olimpiadi
- Bronzo a Stoccolma 1912 nei 200 metri rana.